# Arcizans-Dessus
Arcizans-Dessus est une commune française située dans l'ouest du département des Hautes-Pyrénées, en région Occitanie. Sur le plan historique et culturel, la commune est dans la province du Lavedan, partie sud-occidentale de la Bigorre et constituée d'un ensemble de sept vallées en amont de la ville de Lourdes.
Exposée à un climat de montagne, elle est drainée par le gave d'Azun, le ruisseau du Bergons et par divers autres petits cours d'eau. Incluse dans le Parc national des Pyrénées, la commune possède un patrimoine naturel remarquable composé de trois zones naturelles d'intérêt écologique, faunistique et floristique.
Arcizans-Dessus est une commune rurale qui compte 115 habitants en 2022, après avoir connu un pic de population de 341 habitants en 1836. Elle est dans l'agglomération d'Argelès-Gazost et fait partie de l'aire d'attraction d'Argelès-Gazost. Ses habitants sont appelés les Arcizanais ou  Arcizanaises.

## Géographie

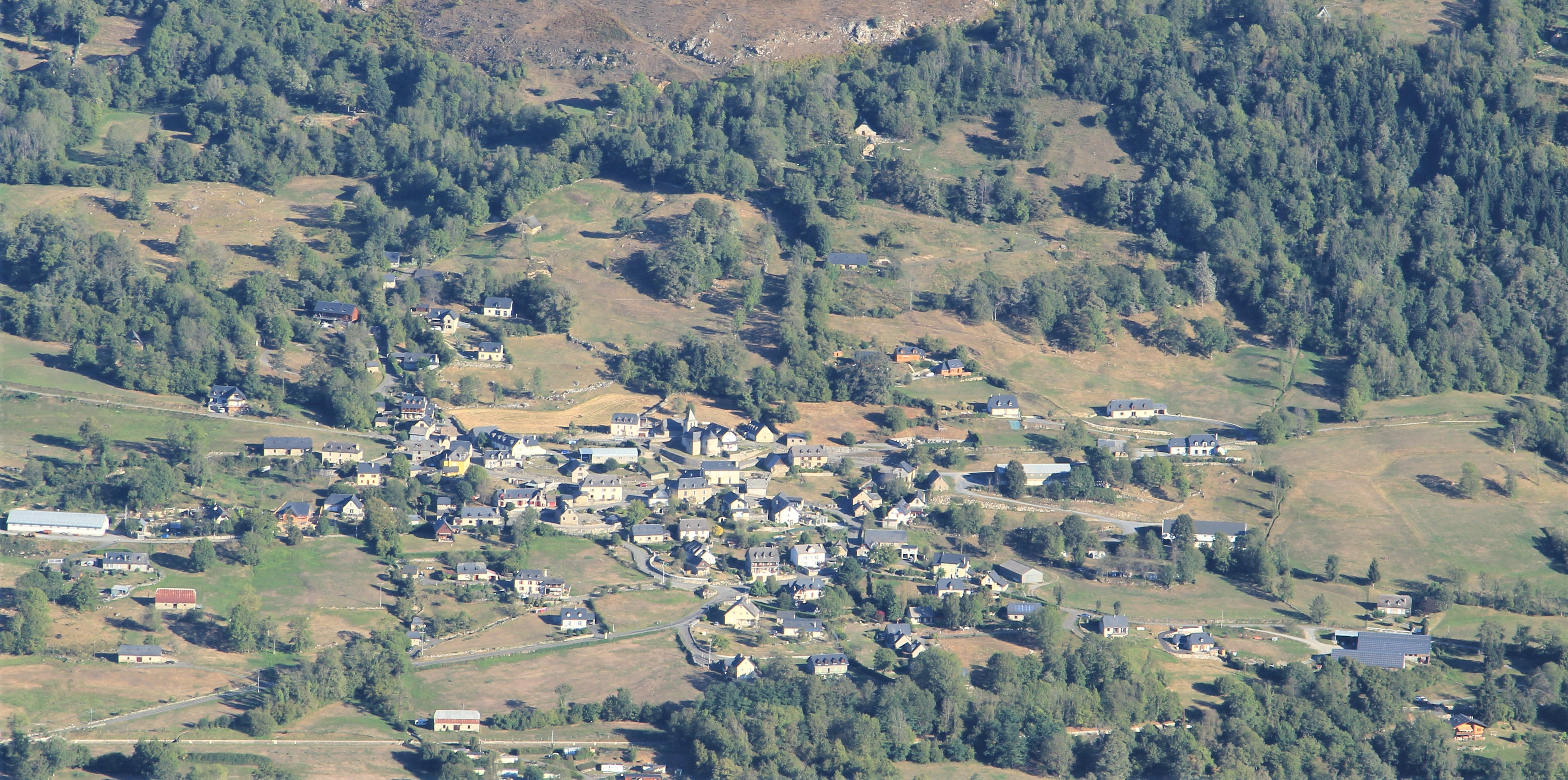
Vue d'Arcizans-Dessus.

### Localisation
La commune d'Arcizans-Dessus se trouve dans le département des Hautes-Pyrénées, en région Occitanie.
Elle se situe à 33 km à vol d'oiseau de Tarbes, préfecture du département, et à 5 km d'Argelès-Gazost, sous-préfecture.
Les communes les plus proches sont : 
Bun (0,9 km), Gaillagos (1,3 km), Sireix (1,4 km), Aucun (2,8 km), Arras-en-Lavedan (2,9 km), Arcizans-Avant (4,4 km), Gez (5,2 km), Arrens-Marsous (5,3 km).
Sur le plan historique et culturel, Arcizans-Dessus fait partie de la province historique du Lavedan, partie sud-occidentale de la Bigorre et constitué d'un ensemble de sept vallées en amont de la ville de Lourdes. Historiquement, elle  fait partie de la province de Gascogne, et plus particulièrement du comté de Bigorre. La commune est dans le pays du val d'Azun, qui bute au nord sur le bassin de Lourdes, à l'est sur la vallée de l'Adour, au sud sur l'Aragon (Espagne) par le Balaïtous et, à l'ouest sur le Béarn (département des Pyrénées-Atlantiques, région Nouvelle-Aquitaine),.
|           | Salles          |                  |
| Gaillagos | Arcizans-Dessus | Arras-en-Lavedan |
|           | Bun             |                  |

### Hydrographie
La commune est dans le bassin de l'Adour, au sein du bassin hydrographique Adour-Garonne. Elle est drainée par le gave d'Azun, le Ruisseau du Bergons et par divers petits cours d'eau, constituant un réseau hydrographique de 7 km de longueur totale,.
Le gave d'Azun, d'une longueur totale de 29,1 km, prend sa source dans la commune d'Arrens-Marsous et s'écoule du sud vers le nord. Il traverse la commune et se jette dans le gave de Pau à Ayros-Arbouix, après avoir traversé 10 communes.
Le Ruisseau du Bergons, d'une longueur totale de 15,6 km, prend sa source dans la commune d'Aucun et s'écoule du sud vers le nord. Il traverse la commune et se jette dans le gave de Pau à Agos-Vidalos, après avoir traversé 10 communes.

### Climat
Le climat qui caractérise la commune est qualifié, en 2010, de « climat de montagne », selon la typologie des climats de la France qui compte alors huit grands types de climats en métropole. En 2020, la commune ressort du même type de climat dans la classification établie par Météo-France, qui ne compte désormais, en première approche, que cinq grands types de climats en métropole. Pour ce type de climat, la température décroît rapidement en fonction de l'altitude. On observe une nébulosité minimale en hiver et maximale en été. Les vents et les précipitations varient notablement selon le lieu.
Les paramètres climatiques qui ont permis d’établir la typologie de 2010 comportent six variables pour les températures et huit pour les précipitations, dont les valeurs correspondent à la normale 1971-2000. Les sept principales variables caractérisant la commune sont présentées dans l'encadré ci-après.
| Paramètres climatiques communaux sur la période 1971-2000 - Moyenne annuelle de température : 10,5 °C - Nombre de jours avec une température inférieure à −5 °C : 4,9 j - Nombre de jours avec une température supérieure à 30 °C : 3,7 j - Amplitude thermique annuelle : 13,9 °C - Cumuls annuels de précipitation : 1 383 mm - Nombre de jours de précipitation en janvier : 11,7 j - Nombre de jours de précipitation en juillet : 10,1 j |

Avec le changement climatique, ces variables ont évolué. Une étude réalisée en 2014 par la Direction générale de l'Énergie et du Climat complétée par des études régionales prévoit en effet que la  température moyenne devrait croître et la pluviométrie moyenne baisser, avec toutefois de fortes variations régionales. Ces changements peuvent être constatés sur la station météorologique de Météo-France la plus proche, « Arrens-Marsous », sur la commune d'Arrens-Marsous, mise en service en 1936 et qui se trouve à 5 km à vol d'oiseau,, où la température moyenne annuelle est de 9,9 °C et la hauteur de précipitations de 1 146,3 mm pour la période 1981-2010.
Sur la station météorologique historique la plus proche, « Tarbes-Lourdes-Pyrénées », sur la commune d'Ossun, mise en service en 1946 et à 25 km, la température moyenne annuelle évolue de 12,2 °C pour la période 1971-2000, à 12,6 °C pour 1981-2010, puis à 12,9 °C pour 1991-2020.

### Milieux naturels et biodiversité

#### Espaces protégés
La protection réglementaire est le mode d’intervention le plus fort pour préserver des espaces naturels remarquables et leur biodiversité associée,.
Dans ce cadre, la commune fait partie de l'aire d'adhésion du Parc National des Pyrénées. Ce  parc national, créé en 1967, abrite une faune riche et spécifique particulièrement intéressante : importantes populations d’isards, colonies de marmottes réimplantées avec succès, grands rapaces tels le Gypaète barbu, le Vautour fauve, le Percnoptère d’Égypte ou l’Aigle royal, le Grand tétras et le discret Desman des Pyrénées qui constitue l’exemple type de ce précieux patrimoine confié au Parc national et aussi l'Ours des Pyrénées,,.

#### Zones naturelles d'intérêt écologique, faunistique et floristique
L’inventaire des zones naturelles d'intérêt écologique, faunistique et floristique (ZNIEFF) a pour objectif de réaliser une couverture des zones les plus intéressantes sur le plan écologique, essentiellement dans la perspective d’améliorer la connaissance du patrimoine naturel national et de fournir aux différents décideurs un outil d’aide à la prise en compte de l’environnement dans l’aménagement du territoire. Deux ZNIEFF de type 1 sont recensées sur la commune,e « Gave d'Azun, ruisseau du Bergons et Gave de Lourdes » (437 ha), couvrant 31 communes dont deux dans les Pyrénées-Atlantiques et 29 dans les Hautes-Pyrénées et le « massifmontagneux entre Argelès-Gazost et l'Ouzom » (6 108 ha), couvrant 12 communes dont une dans les Pyrénées-Atlantiques et 11 dans les Hautes-Pyrénées et une ZNIEFF de type 2,, les « massifs calcaires de l'Estibète, du Granquet et du Pibeste, forêt de Très Crouts, vallée du Bergons et crêtes » (17 871 ha), couvrant 24 communes dont trois dans les Pyrénées-Atlantiques et 21 dans les Hautes-Pyrénées.

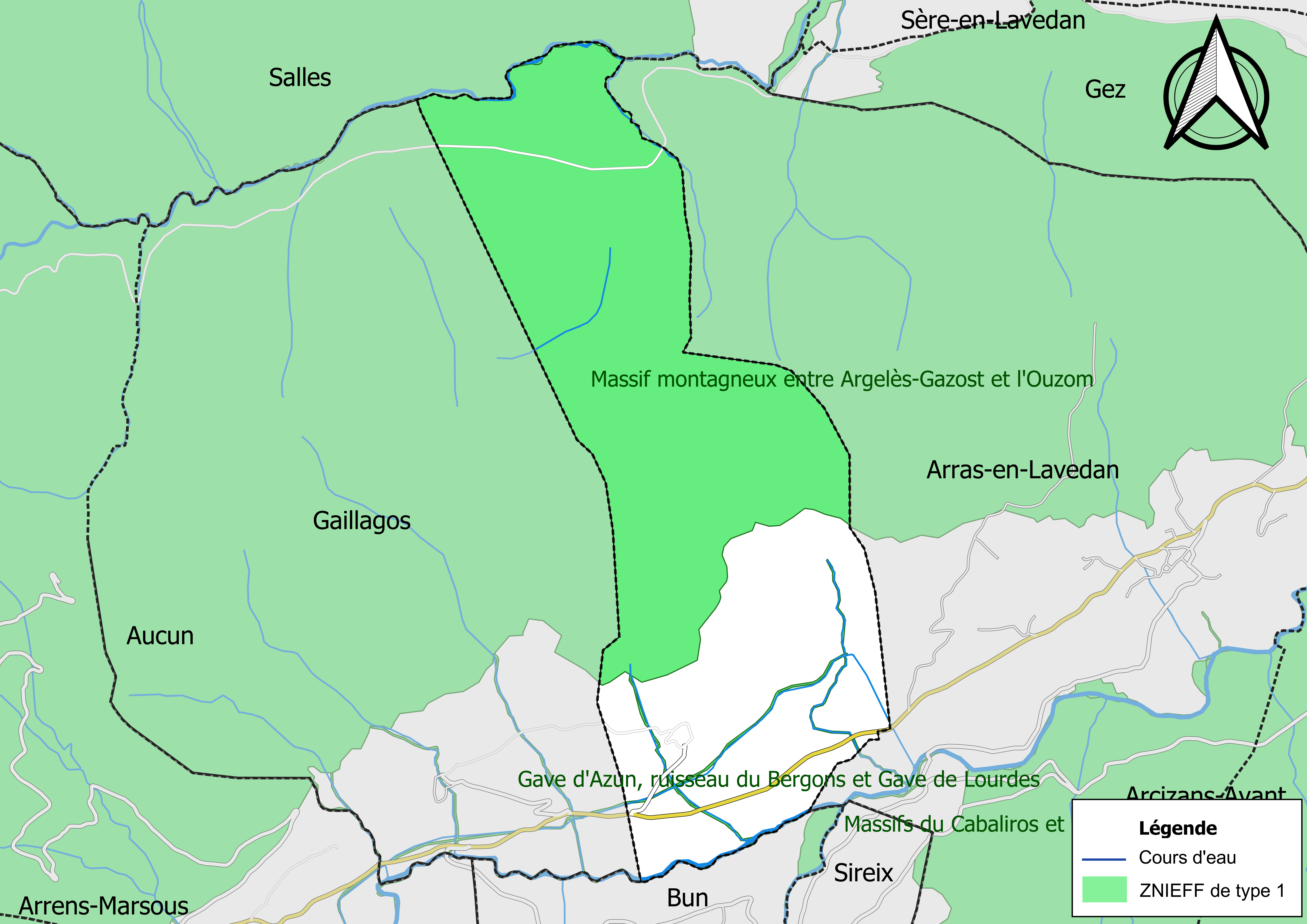
Carte des ZNIEFF de type 1 sur la commune.
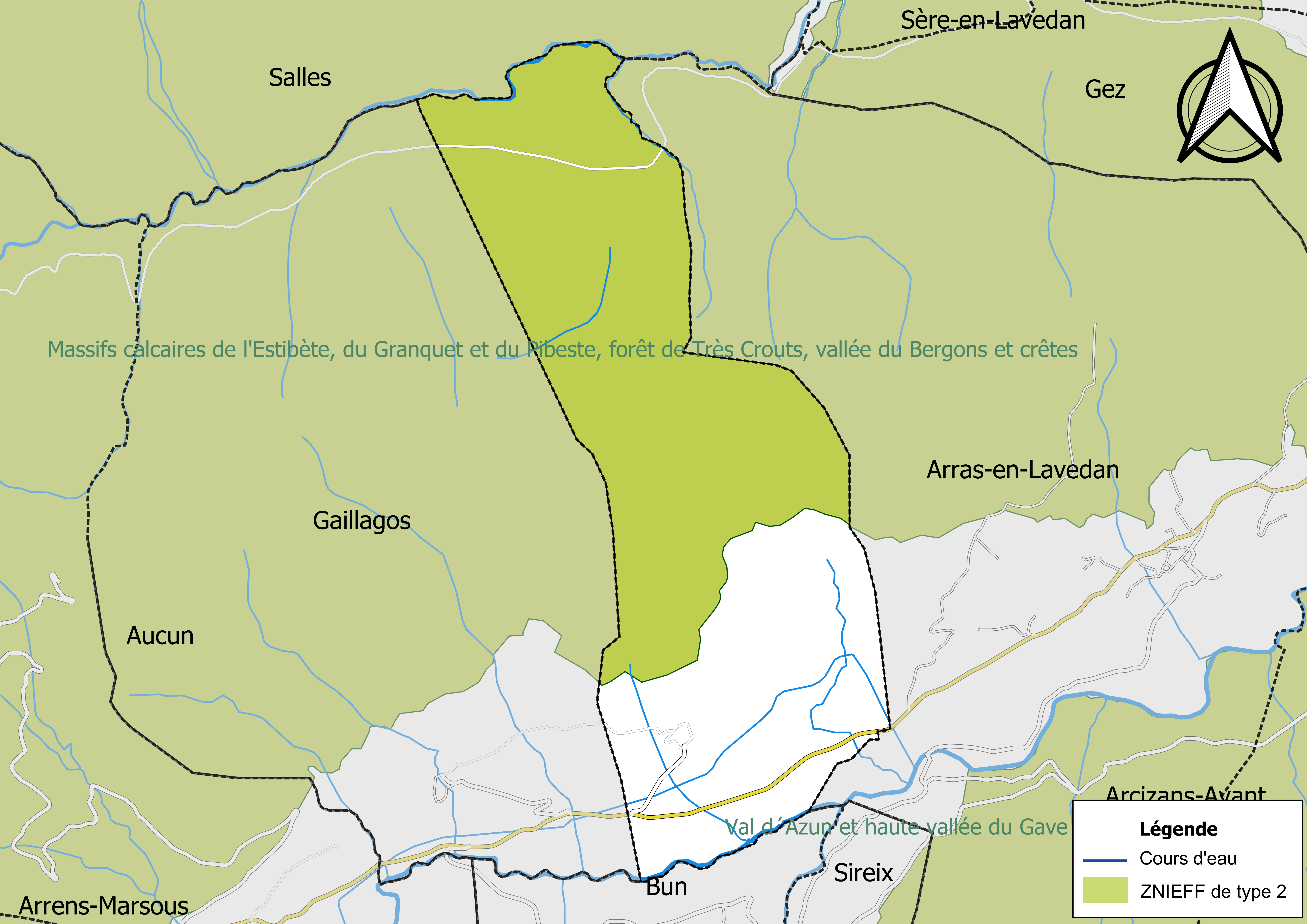
Carte de la ZNIEFF de type 2 sur la commune.

## Urbanisme

### Typologie
Au 1er janvier 2024, Arcizans-Dessus est catégorisée commune rurale à habitat dispersé, selon la nouvelle grille communale de densité à sept niveaux définie par l'Insee en 2022.
Elle appartient à l'unité urbaine d'Argelès-Gazost, une agglomération intra-départementale regroupant treize  communes, dont elle est une commune de la banlieue,,. Par ailleurs la commune fait partie de l'aire d'attraction d'Argelès-Gazost, dont elle est une commune de la couronne,. Cette aire, qui regroupe 19 communes, est catégorisée dans les aires de moins de 50 000 habitants,.

### Occupation des sols
L'occupation des sols de la commune, telle qu'elle ressort de la base de données européenne d’occupation biophysique des sols Corine Land Cover (CLC), est marquée par l'importance des forêts et milieux semi-naturels (62,9 % en 2018), une proportion identique à celle de 1990 (62,9 %). La répartition détaillée en 2018 est la suivante :  forêts (42,1 %), zones agricoles hétérogènes (21,4 %), prairies (15,6 %), milieux à végétation arbustive et/ou herbacée (12 %), espaces ouverts, sans ou avec peu de végétation (8,9 %).
L'IGN met par ailleurs à disposition un outil en ligne permettant de comparer l’évolution dans le temps de l’occupation des sols de la commune (ou de territoires à des échelles différentes). Plusieurs époques sont accessibles sous forme de cartes ou photos aériennes : la carte de Cassini (XVIIIe siècle), la carte d'état-major (1820-1866) et la période actuelle (1950 à aujourd'hui).

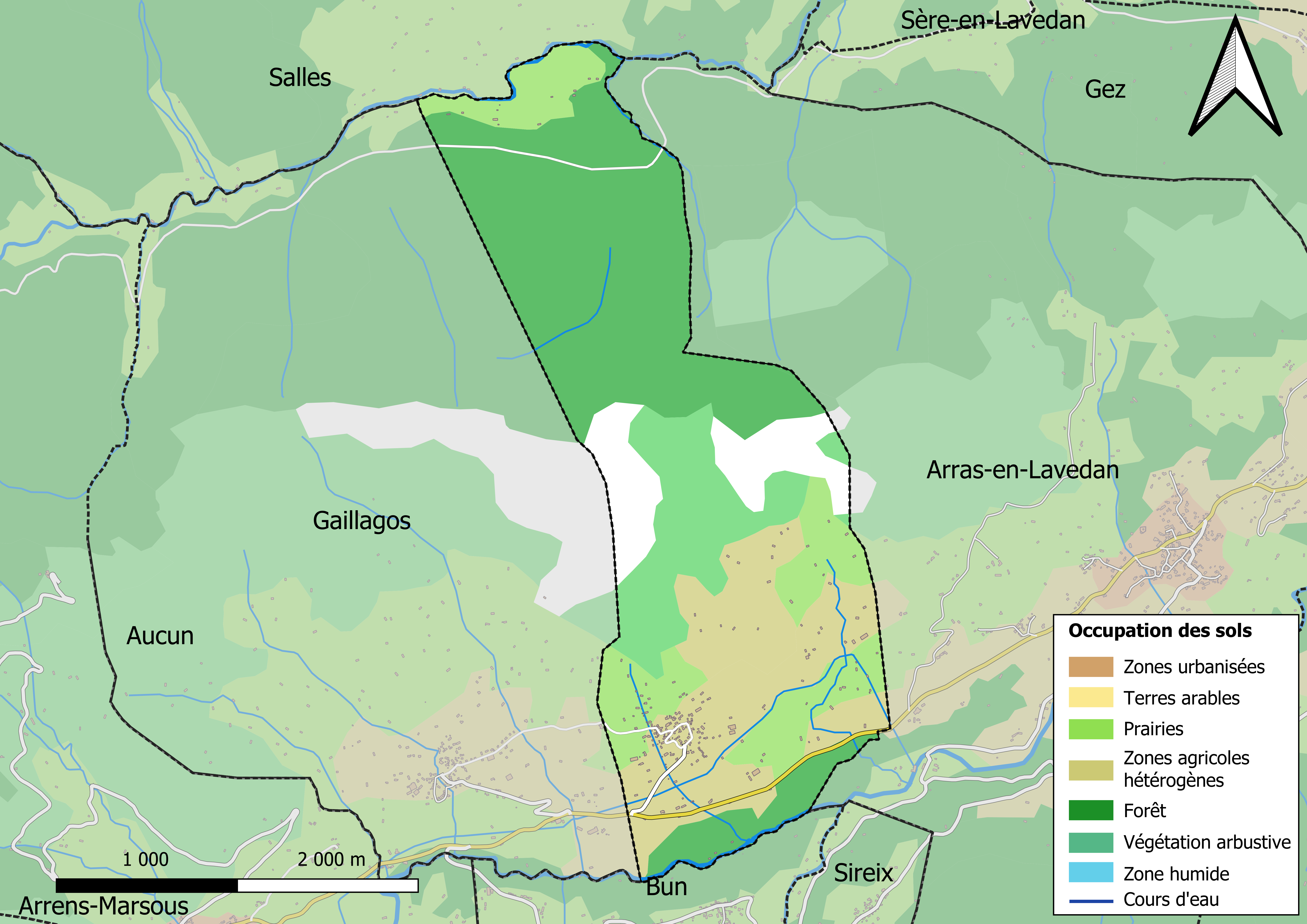
Carte des infrastructures et de l'occupation des sols en 2018 (CLC) de la commune.
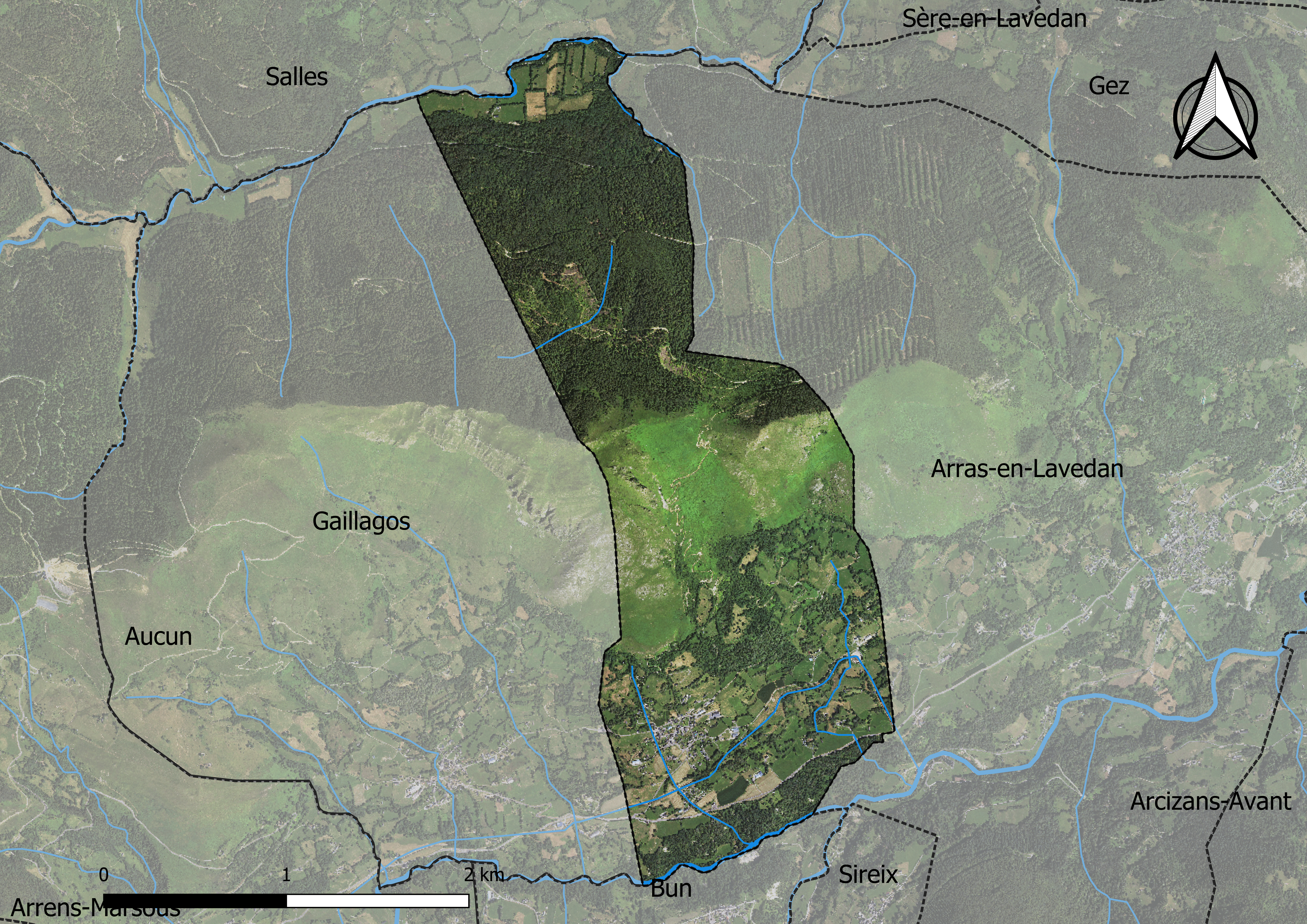
Carte orthophotogrammétrique de la commune.

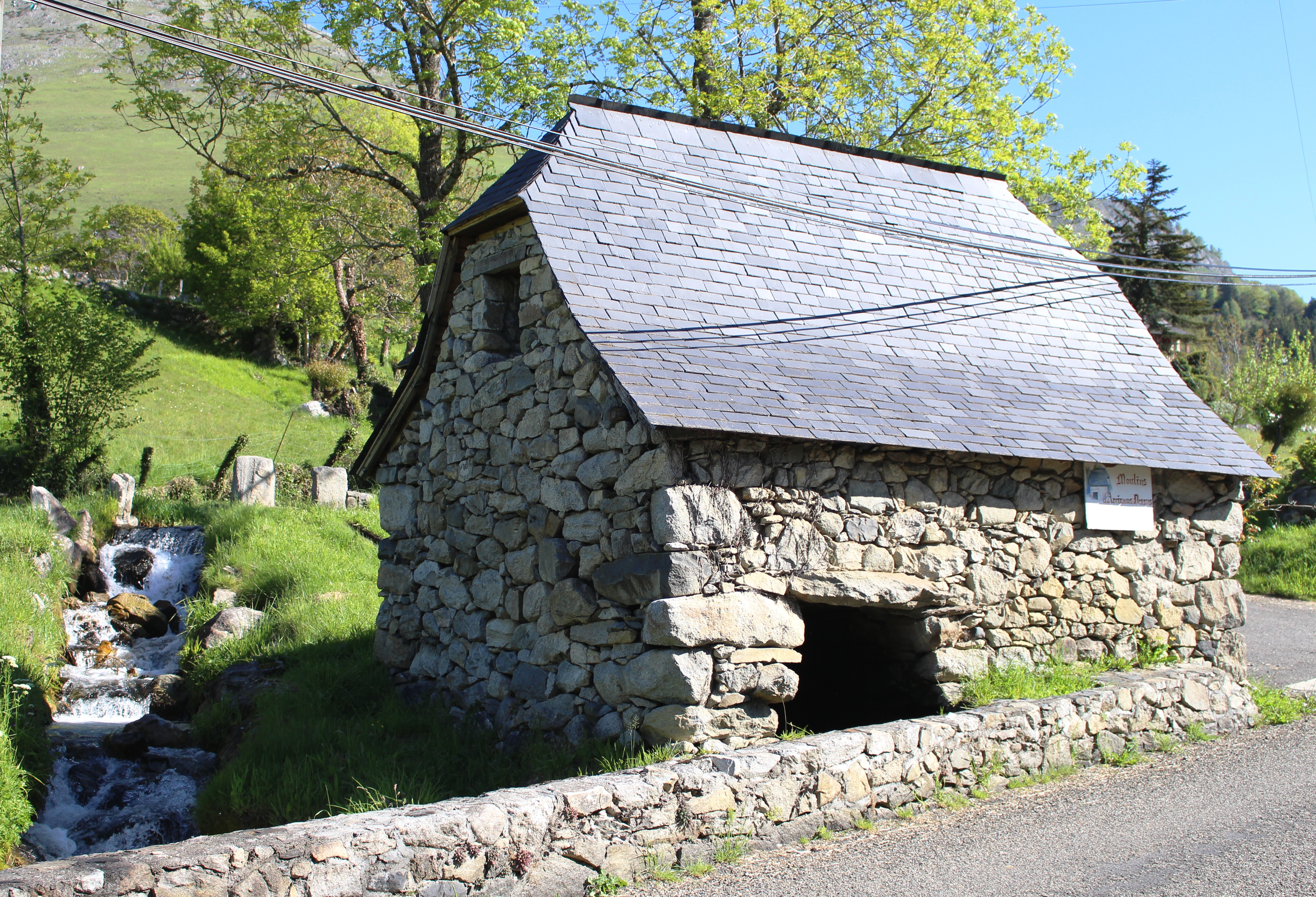
Le moulin en 2014.

### Logement
En 2012, le nombre total de logements dans la commune est de 129.
Parmi ces logements, 32,6 % sont des résidences principales, 64,9 % des résidences secondaires et 2,5 % des logements vacants.

### Voies de communication et transports
Cette commune est desservie par la route départementale D 918 et par la route départementale D 127.

## Toponymie

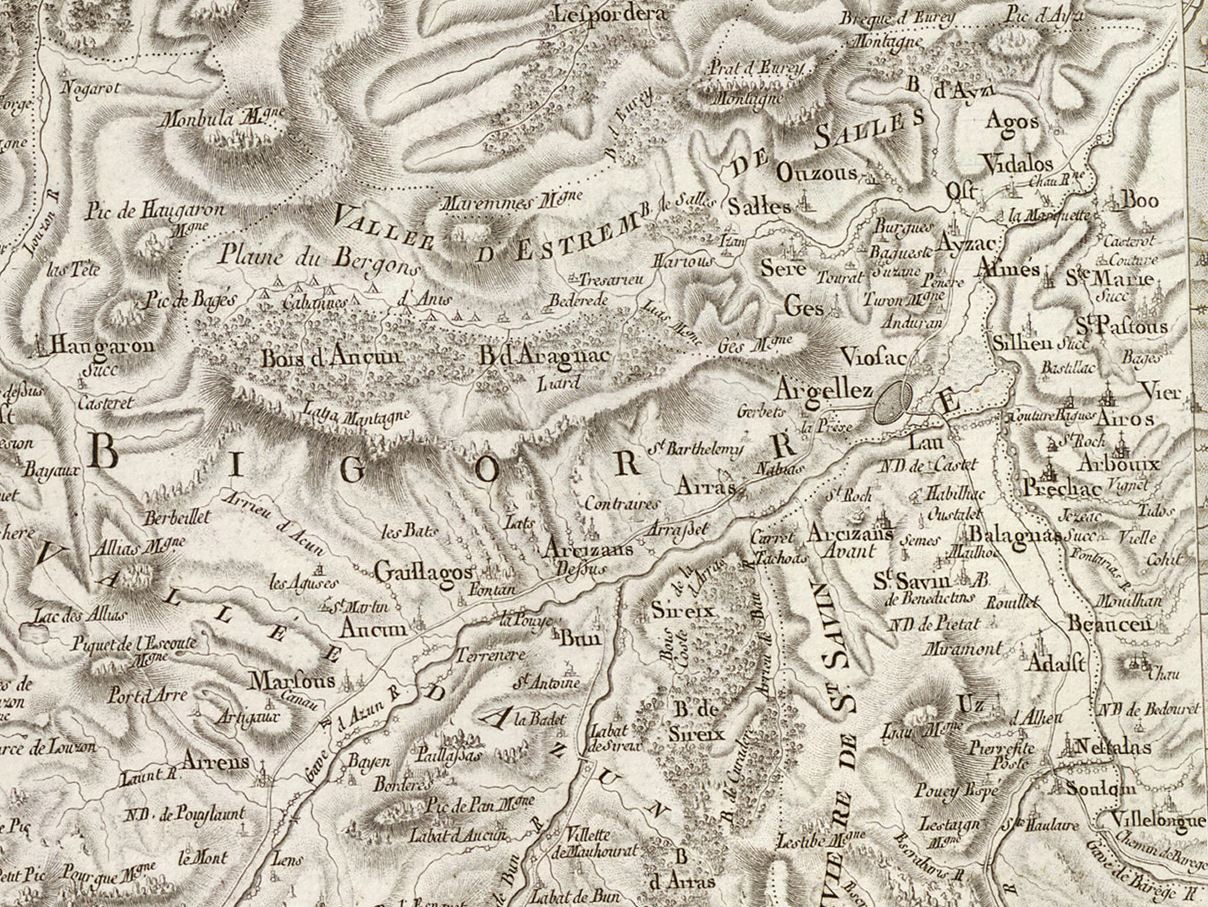
Extrait de la carte de Cassini (entre 1756 et 1789) situant Arcizans-Dessus à l'ouest d'Argelès-Gazost.

On trouvera les principales informations dans le Dictionnaire toponymique des communes des Hautes-Pyrénées de Michel Grosclaude et Jean-François Le Nail qui rapporte les dénominations historiques du village :
Dénominations historiques :
- Arcisans Subeirur (1168, bulle d'Alexandre III) ;
- Arcisaas Sobiroo (1285, montre Bigorre) ;
- De Artizanis Superiori, latin (1313, Debita regi Navarre) ;
- de Arcizanis Superioribus (1379, procuration Tarbes) ;
- Arcisaas Sobiroo, Arcisans Sobiroo, Arcisaas (1429, censier de Bigorre) ;
- Arcisans Dessus (1614, Guillaume Mauran ; 1790, Département) ;
- Arcizans Dessus (fin XVIIIe siècle, carte de Cassini).

Étymologie : nom d'homme latin Arcisius et suffixe pluriel anos (= les domaines d’Arcisius). Dessus = situé en amont ou au sud par rapport à Arcizans-Avant.
Nom occitan : Arcisans Dessús.

## Histoire

### Cadastre napoléonien d'Arcizans-Dessus
Le plan cadastral napoléonien d'Arcizans-Dessus est consultable sur le site des Archives départementales des Hautes-Pyrénées.

## Politique et administration

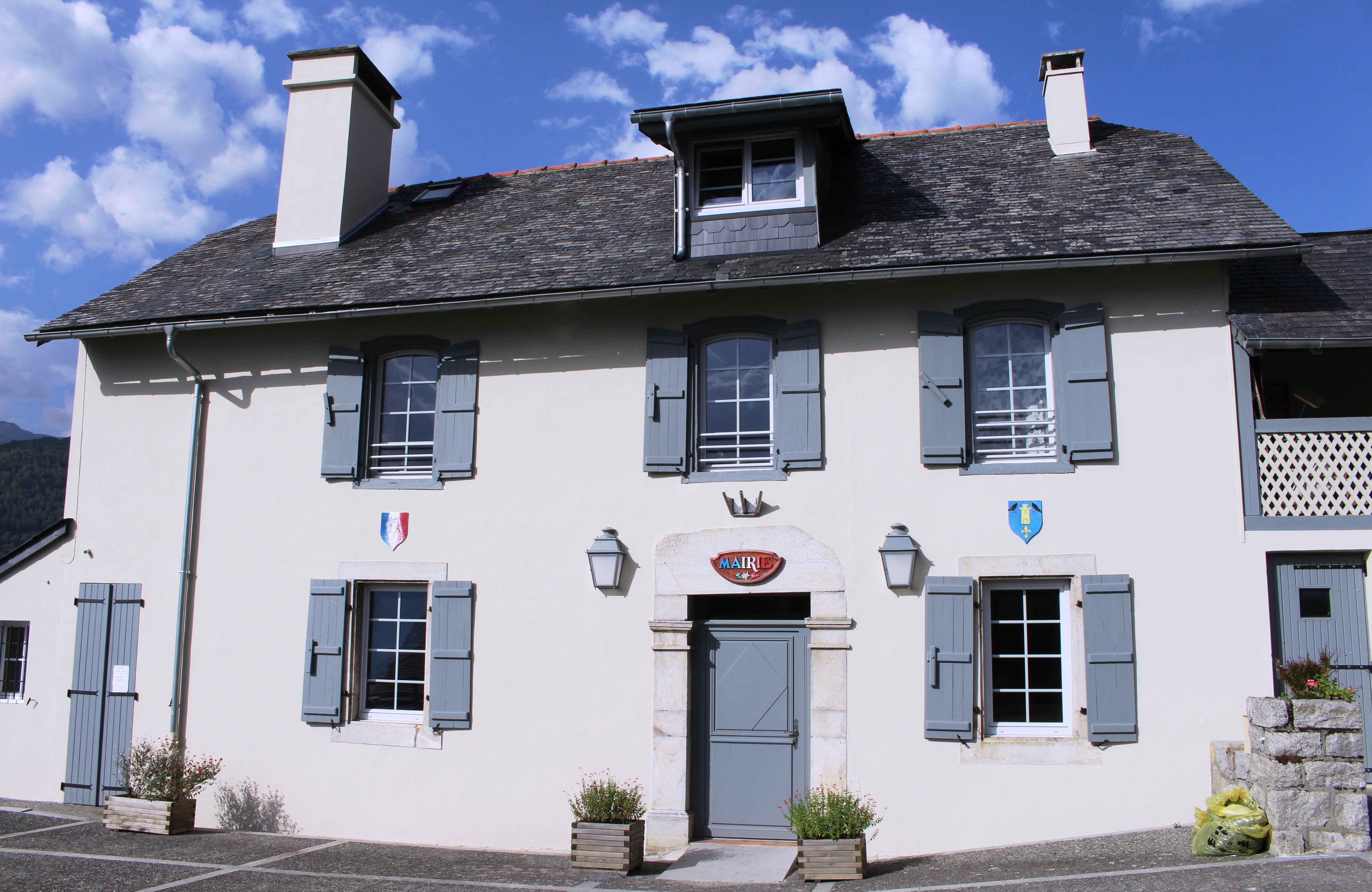
La mairie en 2017.

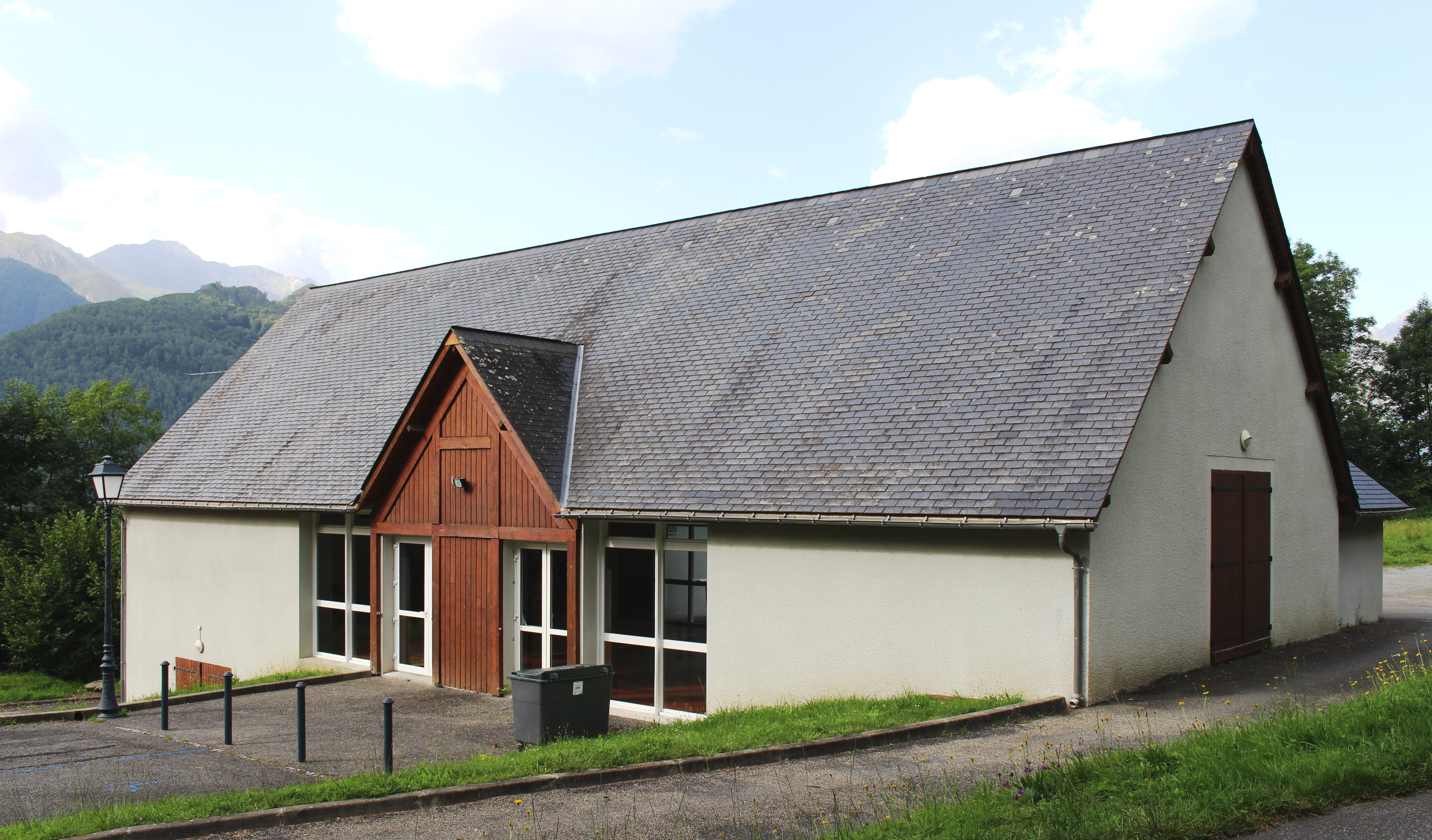
Le foyer rural commun avec Gaillagos en 2017.

### Liste des maires
| Période                                  | Période   | Identité               | Étiquette | Qualité |
| ---------------------------------------- | --------- | ---------------------- | --------- | ------- |
| Les données manquantes sont à compléter. |           |                        |           |         |
|                                          |           |                        |           |         |
| mars 2001                                | mars 2014 | Pierre Gerbet          |           |         |
| mars 2014                                | en cours  | Jean-Baptiste Larzabal |           |         |

### Rattachements administratifs et électoraux

#### Historique administratif
Pays et sénéchaussée de Bigorre, Lavedan, Vallée d'Azun, canton  d'Azun (1790), d'Aucun (depuis 1801).

#### Intercommunalité
Arcizans-Dessus appartient à la communauté de communes Pyrénées Vallées des Gaves créée en janvier 2017 et qui réunit 46 communes.

## Population et société

### Démographie

#### Évolution démographique

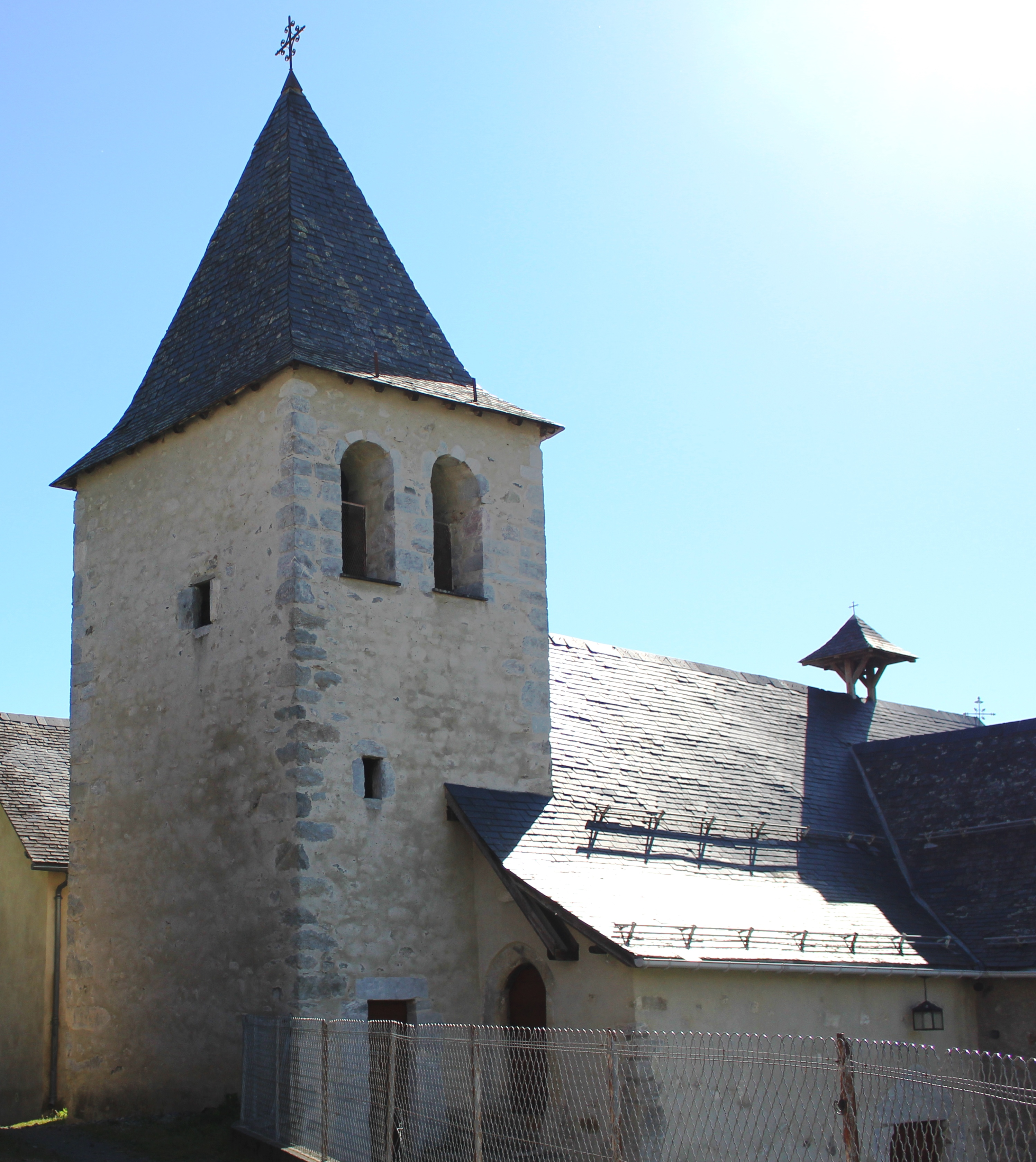
L'église Saint-André.

| 1793 | 1800 | 1806 | 1821 | 1831 | 1836 | 1841 | 1846 | 1851 |
| ---- | ---- | ---- | ---- | ---- | ---- | ---- | ---- | ---- |
| 304  | 231  | 325  | 306  | 308  | 341  | 256  | 293  | 260  |

| 1856 | 1861 | 1866 | 1872 | 1876 | 1881 | 1886 | 1891 | 1896 |
| ---- | ---- | ---- | ---- | ---- | ---- | ---- | ---- | ---- |
| 277  | 257  | 275  | 264  | 251  | 261  | 240  | 221  | 216  |

| 1901 | 1906 | 1911 | 1921 | 1926 | 1931 | 1936 | 1946 | 1954 |
| ---- | ---- | ---- | ---- | ---- | ---- | ---- | ---- | ---- |
| 214  | 208  | 173  | 179  | 145  | 140  | 126  | 114  | 139  |

| 1962 | 1968 | 1975 | 1982 | 1990 | 1999 | 2005 | 2006 | 2010 |
| ---- | ---- | ---- | ---- | ---- | ---- | ---- | ---- | ---- |
| 102  | 89   | 88   | 86   | 91   | 96   | 97   | 101  | 101  |

| 2015 | 2020 | 2022 | - | - | - | - | - | - |
| ---- | ---- | ---- | - | - | - | - | - | - |
| 124  | 114  | 115  | - | - | - | - | - | - |

### Enseignement
La commune dépend de l'académie de Toulouse. Elle ne dispose plus d'école en 2016.

## Économie

### Emploi
| Division       | 2008  | 2013  | 2018  |
| -------------- | ----- | ----- | ----- |
| Commune        | 5,8 % | 4,1 % | 9,2 % |
| Département    | 7,7 % | 9,4 % | 9,8 % |
| France entière | 8,3 % | 10 %  | 10 %  |

En 2018, la population âgée de 15 à 64 ans s'élève à 69 personnes, parmi lesquelles on compte 83,1 % d'actifs (73,8 % ayant un emploi et 9,2 % de chômeurs) et 16,9 % d'inactifs,. Depuis 2008, le taux de chômage communal (au sens du recensement) des 15-64 ans est inférieur à celui de la France et du département.
La commune fait partie de la couronne de l'aire d'attraction d'Argelès-Gazost, du fait qu'au moins 15 % des actifs travaillent dans le pôle,. Elle compte 15 emplois en 2018, contre 14 en 2013 et 13 en 2008. Le nombre d'actifs ayant un emploi résidant dans la commune est de 55, soit un indicateur de concentration d'emploi de 26,7 % et un taux d'activité parmi les 15 ans ou plus de 66,7 %.
Sur ces 55 actifs de 15 ans ou plus ayant un emploi, 8 travaillent dans la commune, soit 15 % des habitants. Pour se rendre au travail, 88,5 % des habitants utilisent un véhicule personnel ou de fonction à quatre roues, 7,6 % s'y rendent en deux-roues, à vélo ou à pied et 3,8 % n'ont pas besoin de transport (travail au domicile).

### Tourisme
La station de sports d'hiver du Val d’Azun se situe à 10 kilomètres pour les pistes de Couraduque. Plusieurs sentiers de randonnée partent également du village.

## Culture locale et patrimoine

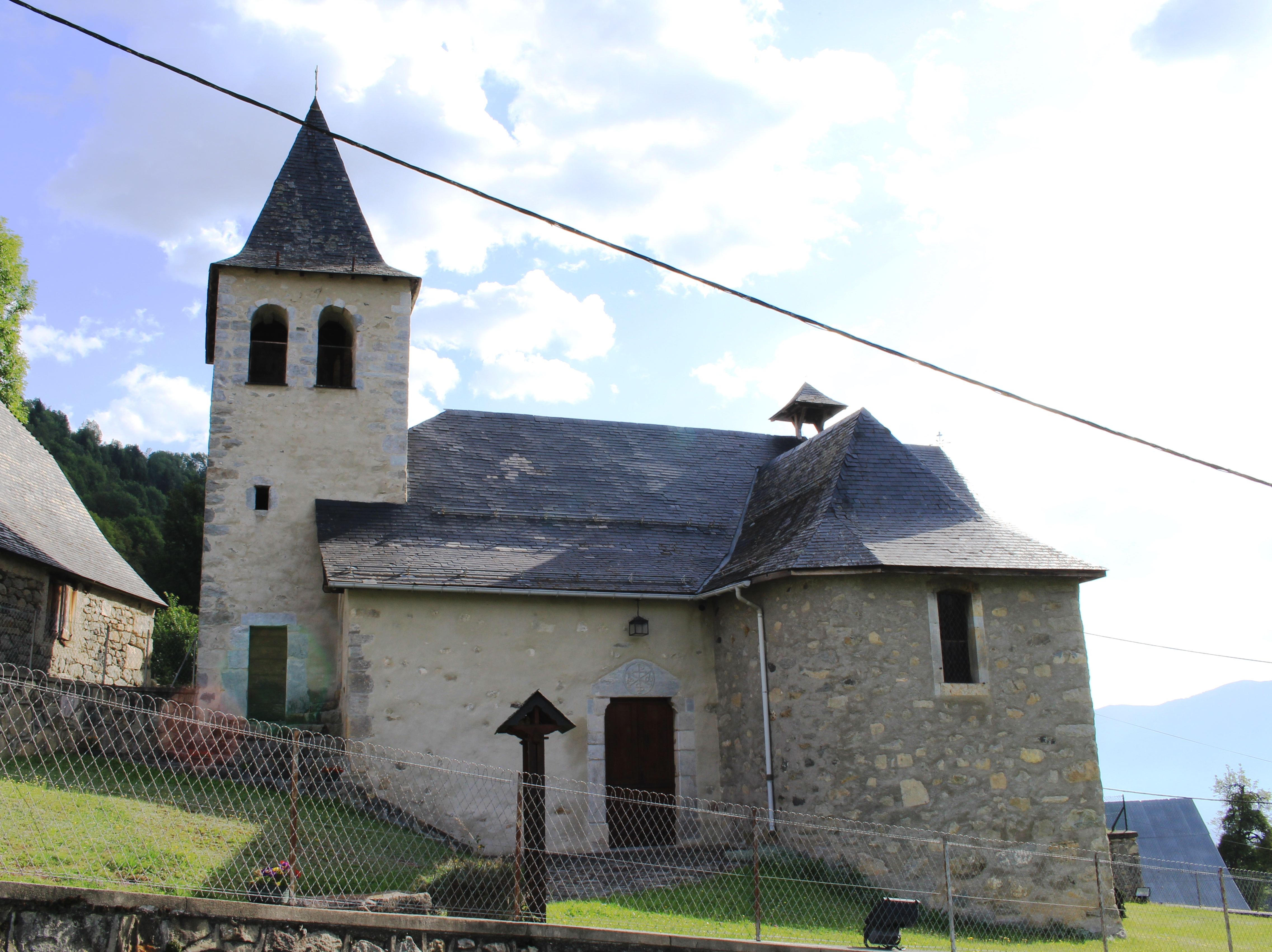
L'église Saint-André en 2017.

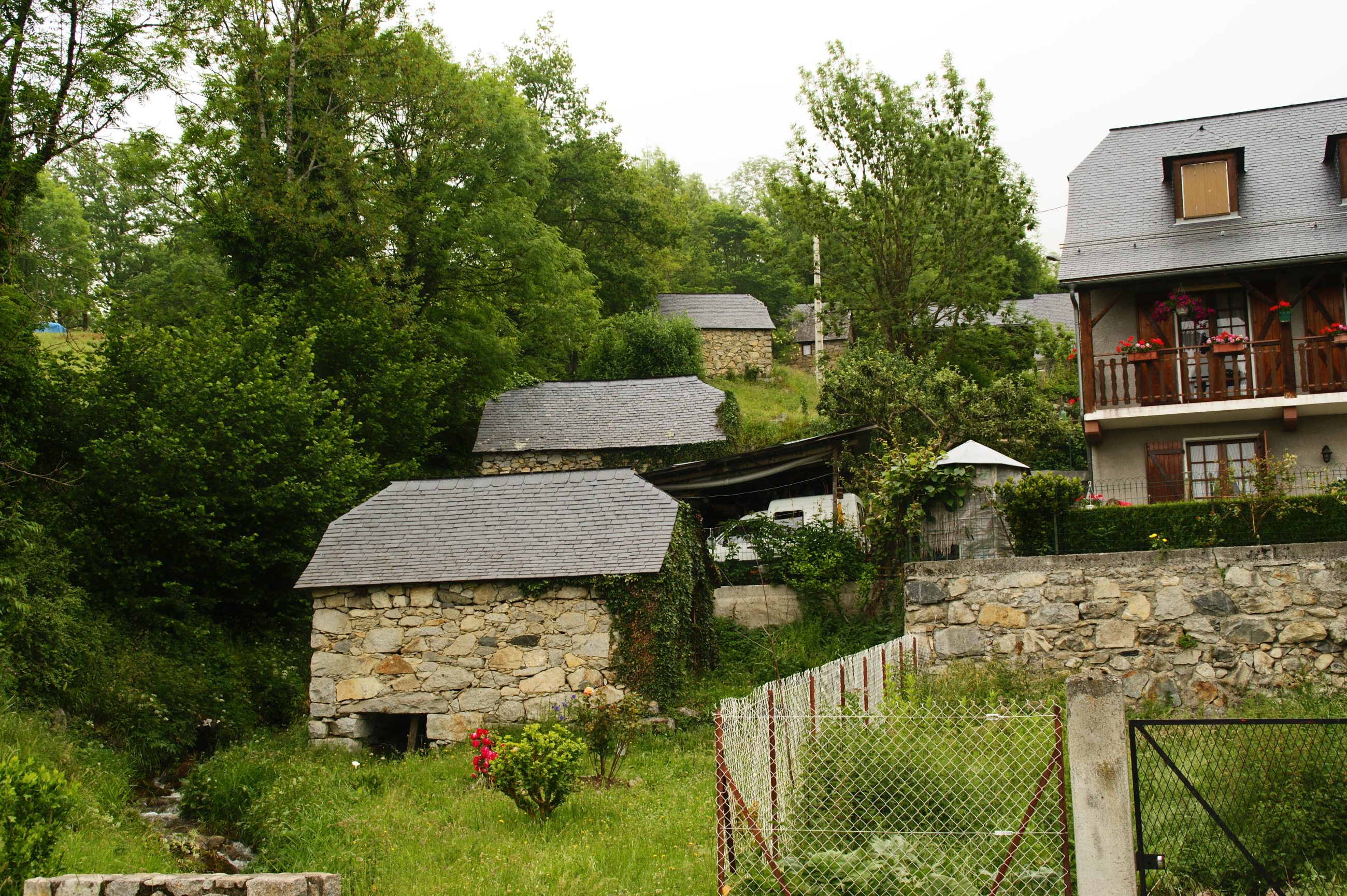
Les moulins à eau d'Arcizans-Dessus.

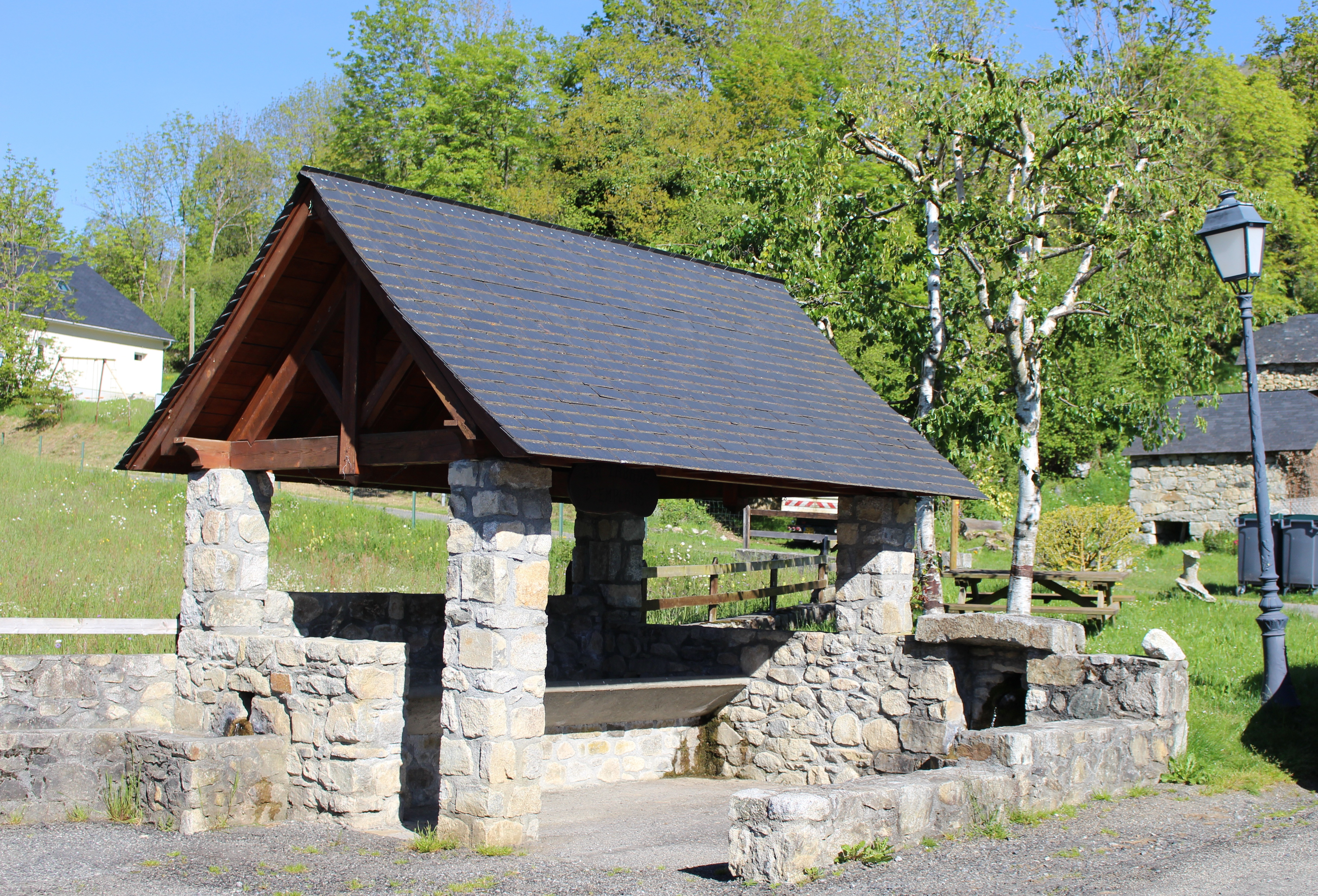
Le lavoir d'Arcizans-Dessus en 2014.

### Lieux et monuments
- Église Saint-André d'Arcizans-Dessus.

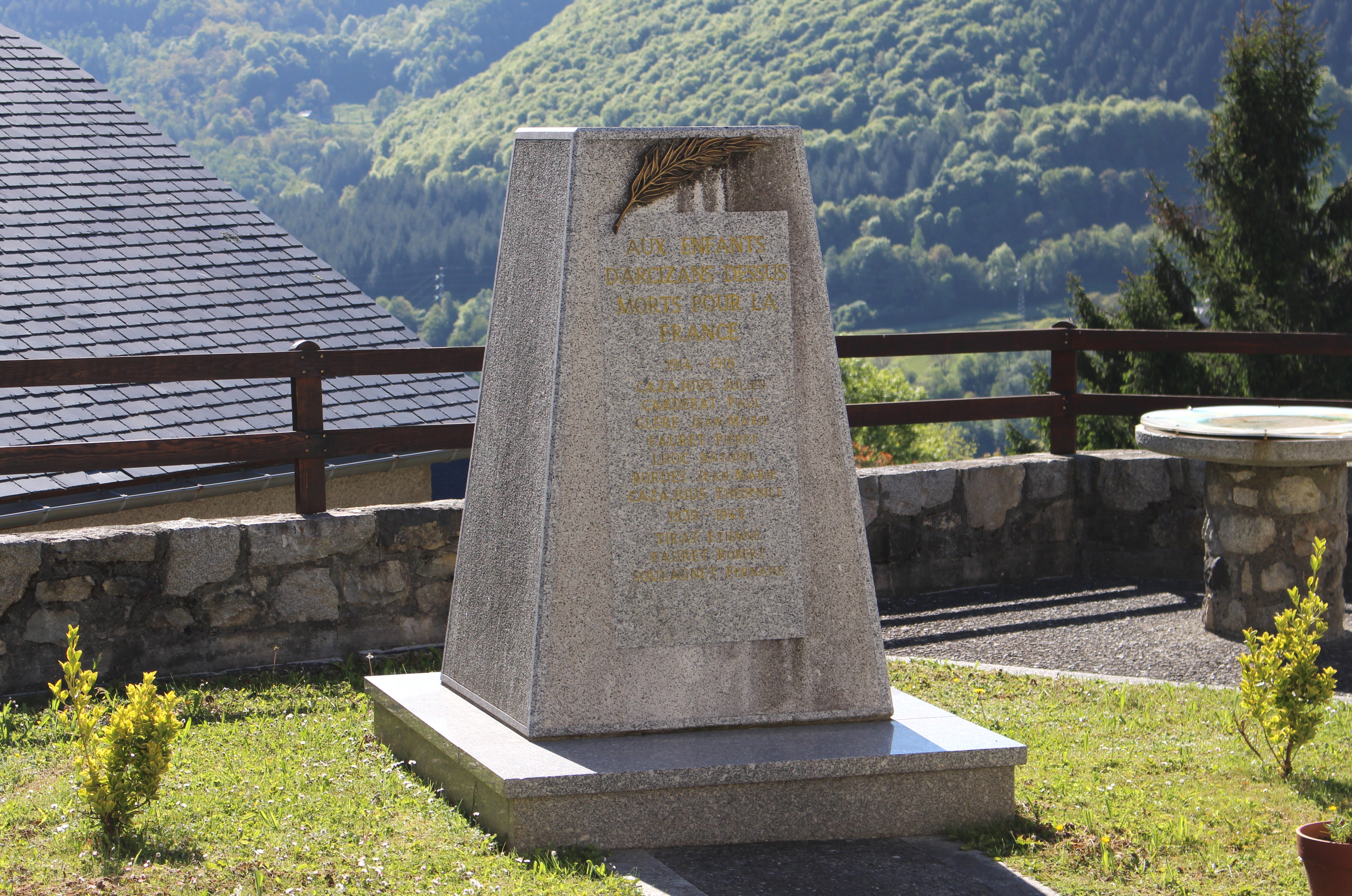
Le monument aux morts municipal.

- Arcizan-Dessus compte 22 moulins le long de l'Anisaous. Chaque famille possédait un moulin pour moudre les céréales, les noix.
- Arcizan-Dessus compte un lavoir
- Lavoir.

### Personnalités liées à la commune
- La maison d'Arcizac, ses chevaliers et seigneurs[41].

### Héraldique
| Blason | Blasonnement : D'azur à la tour donjonnée d'or soutenue d'une fleur de lis du même et accompagnée en chef de deux corneilles affrontées de sable. Commentaires : Officiel * Il y a là non-respect de la règle de contrariété des couleurs : ces armes sont fautives. |